# 塙凹内名刀之巻
『塙凹内名刀之巻』（はなわへこないめいとうのまき）は、1917年（大正6年）6月30日公開の日本の短篇アニメーション映画である。2007年（平成19年）に玩具版が発見され、現存する日本最古のアニメーション作品として知られる。『なまくら刀』（-がたな）とも。

## 概要

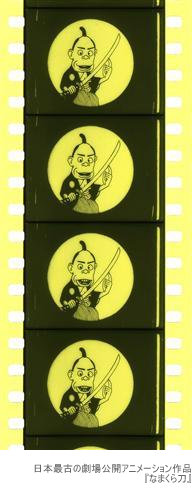
現存するフィルムの一部

天然色活動写真株式会社（天活）が1916年（大正5年）に北澤楽天の弟子・下川凹天を、日活向島撮影所が1917年（大正6年）1月に洋画家の北山清太郎を、同年、小林商会が下川凹天とおなじく楽天の弟子・幸内純一を雇い入れ、それぞれアニメーション映画の研究を開始、「日本初」を賭けた競争となった。
1917年1月、天活が下川の『凸坊新畫帖 芋助猪狩の巻』を東京・浅草公園六区のキネマ倶楽部で公開、これが日本初のアニメーション映画となった。同年5月20日、日活が北山の『猿蟹合戦』を同じく六区のオペラ館で公開、ついで6月30日に小林商会が幸内による本作を同じく六区の帝国館で公開した。本作の弁士は当時売れっ子の染井三郎（日本初の活動写真常設館である浅草電気館の活動弁士）が担当している。
劇中のキャラクターは、漫画調のデフォルメが為された頭身で描かれている。また星マークなど漫符の活用も早くから見受けられ、侍の人間臭い一喜一憂の悲喜劇がアニメ草創期からユーモアと皮肉たっぷりに描写されているのが特徴的である。『活動之世界』1917年9月号には、本作の映画評が「凸坊新画帖 試し斬」の題で掲載され、「出色の出来栄で、天活日活のものに比して一段の手際である」と評価された。なお、これは文献に残る最古のアニメ評といわれている。
本作は下川・北山による先行のアニメ作品と比して高評価を得たものの、製作会社の小林商会は公開から翌々月に健闘むなしく倒産する。なお、本作の玩具映画が『なまくら刀』の題で流通したのは、本作の権利が小林商会の倒産後に売却されたからではないかという説もある。
アニメーション研究家の渡辺泰は、国産アニメ創始者の下川凹天、北山清太郎、幸内純一の3人について次のように評した。

## 「発見」の経緯
かつてフィルムコレクターの杉本五郎が本作の35mmフィルムを所蔵していたことが確認されているが、不審火によって1971年に焼失した。その後、長らくフィルムが現存しないといわれていたが、2007年（平成19年）夏に映像文化史家の松本夏樹が大阪の骨董市で北山清太郎の『浦島太郎』のフィルムと共に売られているのを発見、玩具用の映写機ごと買い取った。その後デジタル復元され、2008年（平成20年）4月24日から東京国立近代美術館フィルムセンターで開催された「発掘された映画たち2008」で上映された。2011年（平成23年）2月からは、東京国立近代美術館フィルムセンター展示室の常設展「日本映画の歴史」において、ビデオモニターで映像を見ることができる。このバージョンの上映時間は2分・16fps・35mm・無声・染色。
その後、2014年（平成26年）になって東京国立近代美術館フィルムセンターに2008年に寄贈された「南湖院コレクション」の中に、本作の前半部分に相当するフィルムが含まれていたことが分かり、2008年に発見されたバージョンは、実はダイジェスト版で本作の後半部分のみの収録であったことが判明する。これを受け、東京国立近代美術館フィルムセンターによって、2つのフィルムの欠落部分を相互に補完させる形で改めてデジタルリマスタリングが行われ、2014年に「デジタル復元・最長版」として、真の「完全版」が復元された。「デジタル復元・最長版」の上映時間は4分・16fps・35mm・無声・染色。
さらに2017年（平成29年）には映画史研究家の本地陽彦が新たな場面を含む35フィート11コマの未発見フィルムを発見。このフィルムには侍を打ち負かしたあんま師があざけるような表情を浮かべたり、侍が飛脚を切ろうとして木陰に隠れたりする場面などが収められていた。同センターは「デジタル復元・最長版」に新たな場面を加えた約5分の「新最長版」を作成し、同センターの上映企画「発掘された映画たち2018」で上映された。

## 作品内容
古物商の店先で、刀を購入した侍の凹内は、その斬れ味を試すため、辻斬りをしようと按摩の後ろから近づくが、返り討ちに遭ってしまう。気を取直して、今度は走って来た飛脚を襲おうとするが、殴られた上、踏み付けられてしまい、思わず侍は「人殺し〜」と叫ぶ。気が付くと買ったばかりの刀は折れ曲がっていたので、侍はがっかりして刀を捨ててしまった。やはり刀は「なまくら」であったのだった。

## スタッフ
- 原案・演出・作画・監督 ‐ 幸内純一
- 製作総指揮 ‐ 小林喜三郎
- 製作・配給 ‐ 小林商会
- 興行 ‐ 帝国館

## 註
1. ↑  戦前のアニメ作品を無償公開！　アニメの歴史が分かるサイト「日本アニメーション映画クラシックス」オープン
2. ↑  日本最古級のアニメを発掘、復元　フィルムセンター
3. ↑  渡辺泰・原口正宏・小黒祐一郎他 (1989, p. 5)。制作時は『なまくら刀』だったが、劇場公開時に『塙凹内名刀之巻』と改題されて公開された。ただし、タイトル表記は『なまくら刀』のままとなっている。
4. ↑  1915年や1916年とする異説もある。北山清太郎の項を参照。
5. ↑  かつて1917年1月に公開されたのは『芋川椋三玄関番の巻』とされていた。詳細は『芋川～』の項を参照。
6. 1 2  山口且訓・渡辺泰 (1977, p. 192)
7. ↑  活動之世界編集部 (1917, p. 27)より。この評では『塙凹内名刀之巻』でなく“凸坊新画帖『試し斬』（小林商会作帝国館上場）”という題で紹介されている。
日本で線画の出来る様になったのは愉快である、殊に小林商会の『ためし斬』は出色の出来栄で、天活日活のものに比して一段の手際である、殊に題材の見付け方が面白い、日本の線画は成るべく日本の題材で行きたい『試し斬』といふ純日本式題材を捉へて来て、之を滑稽化した所に、凸坊式面白味が溢れて居る、日活の線画が、人物は日本のものにしながら、その行き方を舶来其儘に仕て居るのは断じて不得策、之では舶来映画に比して、直ちに見劣りのするのが目につく、殊に駒数を惜む為め、人物の動作が甚だしく断続的になるのは見苦しい、この『ためし斬』はやゝ完全に其の弊が除かれて、かなり人物の動きが尋常であった。言ふ迄もなく、線画の妙味は線にある。『ためし斬』は外は無難であったが、人物の表情が如何にも悪感であった、凸坊画帳は、如何なる場面にも表情は凸坊式愛嬌がなくてはならぬ。日活の猿蟹合戦は、日活線画中の代表作であるが、線が太くてぞんざいで、変化がなく、蟹にも猿にも表情のなかったのは遺憾である。線画に於ては、猿蟹は固より、場合によっては生なき物にも表情が必要である、そして、その表情に多少の人間味を加味するといふ事が大切である。現在の日本線画は此点に於て総て工夫を欠いて居る。此の『ためし斬』の後半に、影絵を応用したのは仲々の思ひ付きであった。 — 活動之世界社『活動之世界』1917年9月号「映画評 凸坊新画帖『試し斬』（小林商会作帝国館上場）」
なお、この評は山口且訓・渡辺泰 (1977, p. 192)に全文引用されている。
8. ↑  新美ぬゑのツイート 2017年7月4日
9. ↑  山口且訓・渡辺泰 (1977, p. 11)
10. ↑  アニメーション思い出がたり［五味洋子］その59 この頃のアニ同 - WEBアニメスタイル
11. ↑  日本映像学会公式サイト内の記事「日本最古の劇場公開アニメーション作品『なまくら刀』と『浦島太郎』の上映とその発見の意義」の記述を参照。
12. ↑  なまくら刀（塙凹内名刀之巻）［デジタル復元版］・浦島太郎［デジタル復元版］ - 東京国立近代美術館フィルムセンター
13. 1 2  大傍正規「複数バージョンとデジタル復元の現在」『NFCニューズレター』第117号、2014年、2-3頁。
14. 1 2 3  “最古の国産アニメに未確認フィルム”. 読売新聞・東京夕刊:  p. 8. (2018年1月5日)
15. ↑  発掘された映画たち2018 - 東京国立美術館フィルムセンター